# Фрідріх-Вільгельм II
Фрі́дріх-Вільге́льм II (нім. Friedrich Wilhelm II.; 25 вересня 1744 — 16 листопада 1797) — четвертий король Пруссії (1786—1797). Маркграф Брандербурзький, курфюрст Священної Римської імперії (1786—1797). Представник німецької династії Гогенцоллернів. Народився в Берліні, Пруссія. Син прусського принца Августа-Вільгельма. Небіж прусського короля Фрідріха ІІ Великого. Вів курс на придушення Просвітництва, підтримував традиційний протестантизм. Разом із європейськими монархіями вступив у війну проти революційної Франції (1792—1792). Завдяки поділам Речі Посполитої (1793, 1795) приєднав до королівства Велику Польщу, Мазовію, Підляшшя, частину Малої Польщі, які були перетворені на Південну Пруссію, Нову Східну Пруссію та Нову Сілезію. Був патроном мистецтв, спорудив Бранденбурзькі ворота в Берліні (1791). На противагу королям-попередникам провадив розкішний і розбещений стиль життя, що спричинило ослаблення державного організму. Помер в Потсдамі, Пруссія. Похований у Берлінському лютеранському соборі. Прізвиська — «Вільгельм-товстун» (нім. Der dicke Wilhelm), «товстун-дурисвіт» (нім. Der dicke Lüderjahn).

## Юність

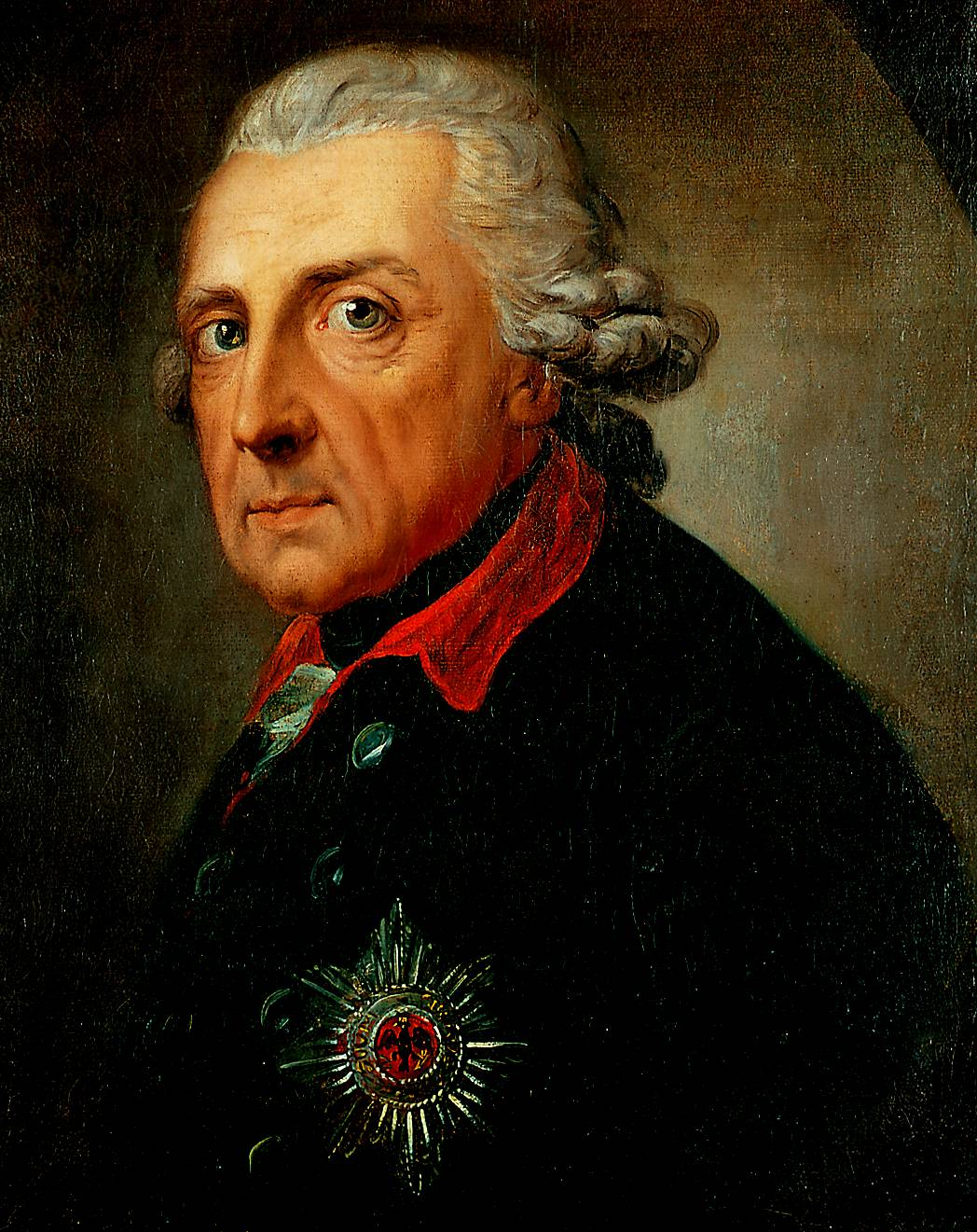
Вінценосний дядько Фрідріха Вільгельма — Фрідріх Великий

Король Пруссії Фрідріх Великий не мав дітей, і Фрідріх Вільгельм був спадкоємцем прусського трону після свого батька. Фрідріх II особисто дбав про виховання свого племінника і спадкоємця трону. Трирічного Фрідріха Вільгельма забрали в Берлінський палац, де його вихователем був офіційно призначений швейцарський вчений Ніколас де Бегелін (Nicolas de Beguelin). Фрідріх намагався уникати помилок свого тиранічного батька, що виховував сина за допомогою фізичних і душевних покарань.
Фрідріху Вільгельму було 13 років, коли в 1757 його батько був безславно звільнений з армії за свої невдачі в Семирічній війні. Дружби між братами ніколи не було, внаслідок вже того, що Фрідріх вважав, що його батько Фрідріх Вільгельм I благоволив молодшому брату, а в 1757 антипатії переросли в неприховане презирство. Август Вільгельм помер в 1758 у віці 36 років, і титул спадкоємця трону принца прусського перейшов до його сина Фрідріха Вільгельма.
Юний принц взяв участь у військових діях в кінці Семирічної війни, наприклад, в облозі Швейдніца і в битві при Буркерсдорфі. Король похвалив племінника за хоробрість і призначив командиром Потсдамського піхотного полку. Проте з часом відносини між монархом і спадкоємцем кардинально змінилися, переважно через відмінність у характерах. Стиль життя Фрідріха і його погляди на державу разюче відрізнялися від принципів життя його племінника. Фрідріх жив, бачачи себе «першим слугою своєї держави». У нього практично не було особистого життя, він уникав публічних виступів. Замість цього він присвячував себе в більшій мірі політиці та управлінню державою і часто вникав в найдрібніші деталі. Тим не менш, Фрідріх упустив навчання політичному життю свого спадкоємця. А сам Фрідріх Вільгельм хотів в першу чергу насолоджуватися життям, у чому був солідарний з багатьма своїми сучасниками дворянського походження. В юності у принца з'явилося кілька фавориток, що викликало невдоволення консервативної частини прусського двору і особливо самого короля.

## Одруження
У 1765 році Фрідріх одружив двадцятирічного Фрідріха Вільгельма на Єлизаветі Крістіні Ульріці Брауншвейг-Вольфенбюттельській, дочці герцога Брауншвейга-Вольфенбюттеля Карла I та Шарлотти, сестри Фрідріха. Цей шлюб виявився дуже невдалим. Молоді вільно ставилися до подружньої вірності. Коли Фрідріх Вільгельм дізнався про виниклий на стороні роман своєї дружини, він побажав з нею розлучитися і відправив її у заслання в Кюстрін. Після розлучення Потсдамський двір розвинув бурхливу діяльність, щоб заново одружити спадкоємця, оскільки династії потрібен був спадкоємець. Рішення випало на користь принцеси Фрідеріки Гессен-Дармштадтської. Вона виправдала покладені на неї надії і 3 серпня 1770 народила Фрідріха Вільгельма II, а в наступні роки ще шістьох дітей.

## Вільгельміна Енке
Другий шлюб не завадив бурхливому особистому життю Фрідріха Вільгельма. В 1764 принц познайомився з дочкою музиканта Вільгельміною Енке, що стала в 1769 з дозволу короля офіційною фавориткою кронпринца з річним утриманням в 30 тисяч талерів. Пристойності заради її видали заміж за камердинера Йоганна Фрідріха Ріца. Від майбутнього короля Пруссії Вільгельміна народила п'ятьох дітей, проте вижила з них тільки дочка Маріанна. В 1796 Вільгельміна отримала титул графині Ліхтенау. Незважаючи на свій скромний політичний вплив Вільгельміну фон Ліхтенау прозвали прусською мадам Помпадур. Після смерті короля в 1797 році Вільгельміну заарештували, але незабаром вона була реабілітована.

## Король

### Внутрішня політика

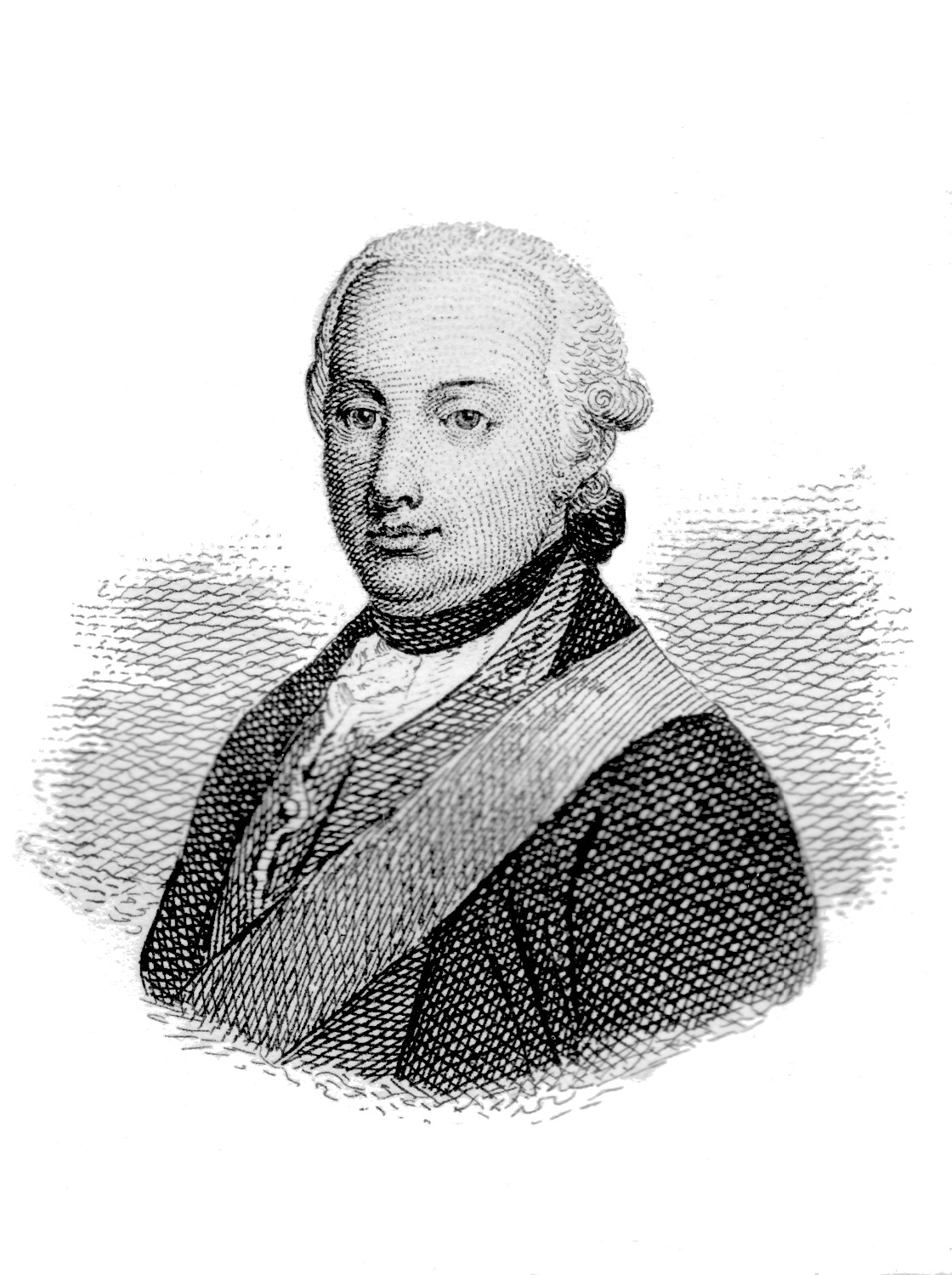
Король Пруссії Фрідріх Вільгельм II

Фрідріх Великий помер 17 серпня 1786 у віці 74 років в Сан-Сусі. Як і передбачалося, його наступником став Фрідріх Вільгельм II. У цей час Фрідріх Вільгельм користувався любов'ю у народу, який сподівався на загальне поліпшення становища в країні. В останні роки життя Фрідріх II вже втратив колишню популярність, і його смерть не викликала особливої скорботи у народу. Новий король переніс свою резиденцію з Сан-Сусі в Берлін, викликавши велику наснагу у берлінців. Король скасовував ненависні податки, роздавав ордени, нагороди та титули.
Перебудову своєї резиденції Берліна Фрідріх Вільгельм доручив архітектору Карлу Готтгарду Ланггансу, зокрема, йому дали замовлення на будівництво Бранденбурзьких воріт. Король, сам відмінно грав на віолончелі, сприяв розвитку мистецтв, особливо музики і театру. Але незабаром стали проявлятися і інші риси нового монарха. Не посвячений у премудрості політики, Фрідріх Вільгельм не вмів керувати державою, сидячи за письмовим столом, як його дядько. Фрідріх Вільгельм II призначив кабінет уряду, в якому особливим впливом користувався Крістоф фон Вельнер. На відміну від Фрідріха, який вважав, що «кожен спасеться на свій манер», Фрідріх Вільгельм заявив про прихильність Реформації. Проте своїм едиктом про релігії від 9 липня 1788 він гарантував свободу віросповідання. Едикт викликав в Пруссії гарячі дебати, що слідом за ним 19 грудня 1788 був навіть випущений едикт про цензуру, яким були знову обмежені особисті свободи.
Іншим важливим недоглядом Фрідріха Вільгельма у внутрішній політиці Пруссії стало збереження старої адміністративної структури, чиновництва та офіцерства часів Фрідріха Великого. У своїй більшості вони займали пости з 1763 року, і Фрідріх не відправляв їх у відставку з подяки. В молодості вони багато зробили для Пруссії і свого короля. Однак при Фрідріху Вільгельмі II їм було вже за 65 і навіть 70 років, і це негативно відбивалося не тільки на державному управлінні, а й у військовій області. Ветерани Семирічної війни виявилися не в змозі рішуче виступити проти французьких військ після 1789 року, оскільки ігнорували нові військові концепції французів.

### Зовнішня політика

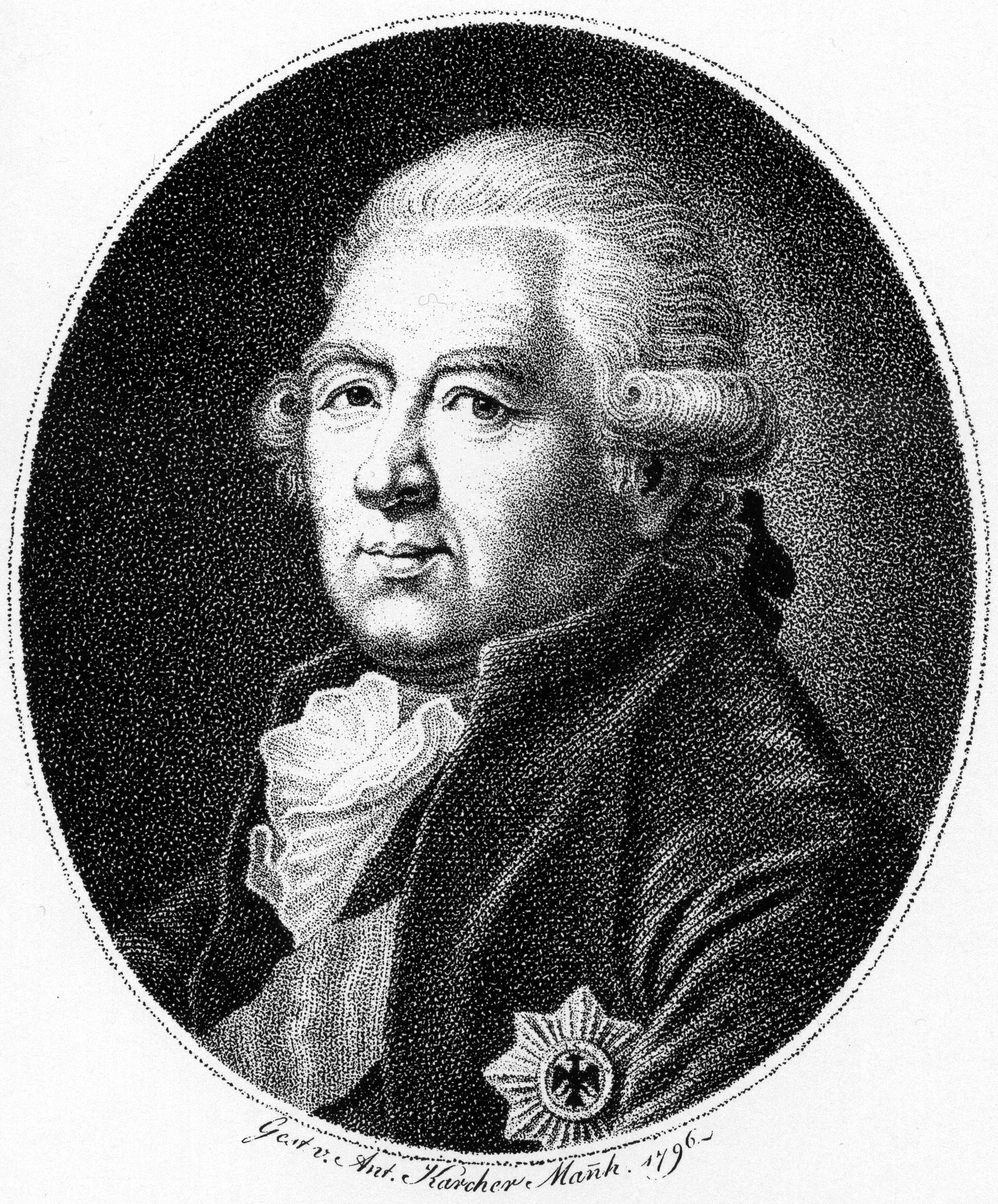
Евальд Фрідріх фон Герцберг

Зовнішня політика спочатку була довірена міністру короля Фрідріха II Евальду Фрідріху фон Герцбергу, який був поглинений ідеєю пруссько-австрійського суперництва. Після укладення 27 липня 1790 Рейхенбахського договору, виявилися суперечності в поглядах короля і його міністра. Герцберг був зміщений, і його посаду зайняв Бішофвердер.
Після початку Великої французької революції і невдалої втечі королівської сім'ї, в червні 1791 року в палаці Пільніц під Дрезденом відбулася зустріч імператора Священної Римської імперії Леопольда II, короля Фрідріха Вільгельма II і принца Карла Артуа, брата французького короля Людовика XVI.

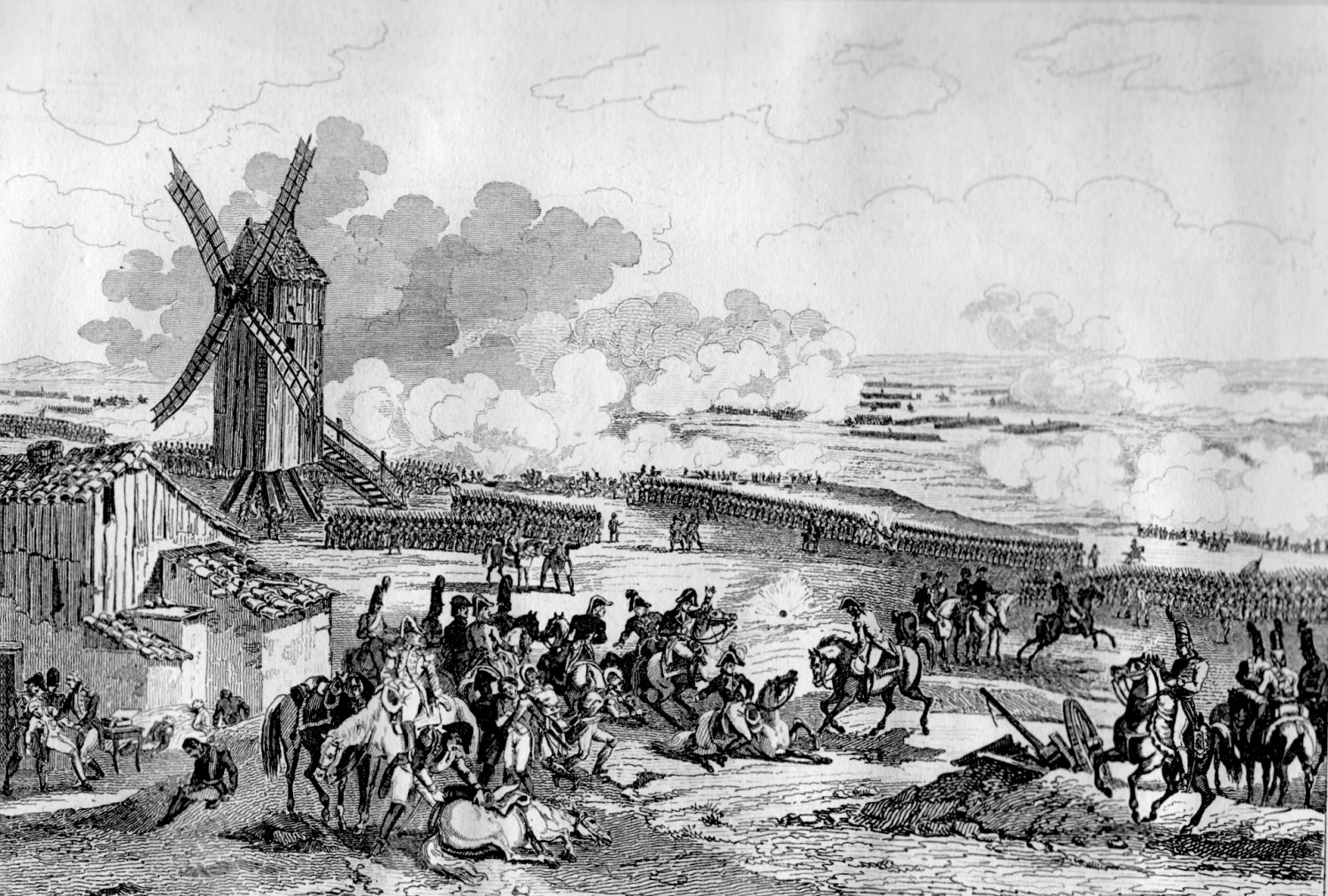
Битва під Вальмі

30 липня 1792 прусський король особисто брав участь у військовому поході в Шампань проти революційної Франції. В битві при Вальмі 20 вересня між воюючими сторонами відбулася артилерійська дуель. Битва, незначима з точки зору військової стратегії, увійшла в історію, оскільки солдатам революції вперше вдалося витримати масований наступ противника. Ослаблі від хвороб, голоду і дощу прусські війська через десять днів відступили. Війна проти Франції завершилася для Фрідріха Вільгельма II підписанням Базельського миру 5 квітня 1795 зі встановленням демаркаційної лінії, що забезпечила нейтралітет і мир не тільки для Пруссії, але і для всієї Північної Німеччини.
Фрідріх Вільгельм звернув свою увагу на Польщу, коли Росія та Австрія готували другий розділ Польщі. Прусський король не хотів залишитися осторонь і 23 січня 1793 вступив в договір про розділ з Росією, придбавши Данциг, Торн і Південну Прусію, що становило 57 000 км ² і 1,1 млн жителів.
У 1794 році в Кракові почалося польське повстання на чолі з Тадеушем Костюшко, яке було придушене Росією. За наступним договором про розподіл від 3 січня 1795 року, укладеним Росією, Австрією і Пруссією, Фрідріх Вільгельм II отримав Мазовію, Варшаву і Нову Східну Пруссію. З 1791 року до Пруссії відійшли Ансбах та Байрейт. Тим самим у роки правління Фрідріха Вільгельма II територія Пруссії збільшилася на третину, а чисельність населення зросла з 5,4 млн до 8,7 млн підданих.

### Останні роки правління і смерть
Королеву ображали численні любовні інтриги короля і, в першу чергу, відносини з Вільгельміною Енке. Кронпринц Фрідріх Вільгельм III підтримував її. 28 квітня 1796 Вільгельміна отримала титул графині Ліхтенау і 17 вересня була офіційно прийнята при дворі. Тим часом посилилося невдоволення королем, якого звинуватили в марнотратстві і розтраті зібраного Фрідріхом державного майна. Фрідріх Вільгельм II помер в 53 роки 16 листопада 1797 від грудної водянки. Графиня Ліхтенау, яка доглядала за вмираючим королем, була поміщена під домашній арешт. Фрідріх Вільгельм III відправив ненависну коханку батька на заслання в Глогау, а більша частина її майна була конфіскована.

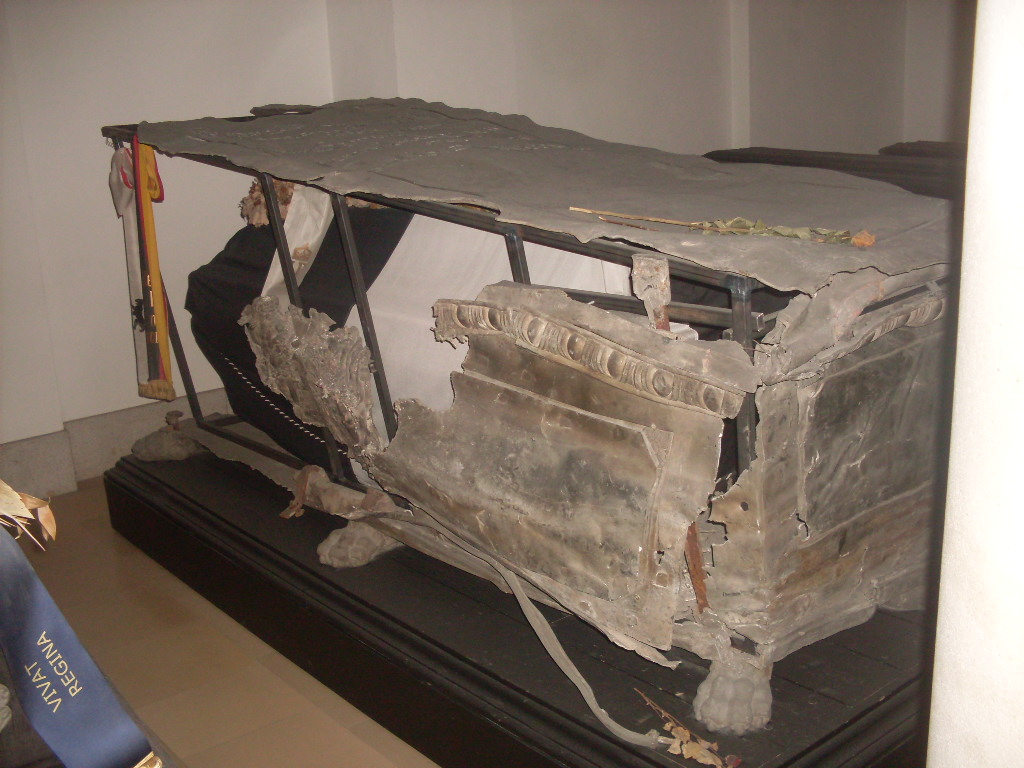
Саркофаг Фрідріха Вільгельма II. Сучасний стан

Фрідріха Вільгельма II поховали 11 грудня 1797 року в Берлінському соборі. Історик Дітер Броцат пише, що під час Другої світової війни саркофаг короля був значно пошкоджений. Під час реконструкції споруди були знайдені частини скелета, що, ймовірно, належать королю; стан скелета дозволяє припускати, що тіло перед похованням було забальзамоване.

## Родина
1 Дружина — Єлизавета Крістіна Ульріка Брауншвейг-Люнебурзька; розлучення в 1769.
Діти:
- Фрідеріка Шарлотта (1767—1820) ∞ Фредерік (герцог Йоркський).

2 Дружина — Фрідеріка Луїза Гессен-Дармштадтська
Діти:
- Фрідріх-Вільгельм III (1770—1840), король Пруссії.
- Фрідріх-Людвіг-Карл Прусський (1773—1796) ∞ Фредеріка Мекленбург-Штреліцька
- Вільгельміна Прусська (1774—1837) ∞ Віллем I, король Нідерландів.
- Августа Прусська (1780—1841) ∞ Вільгельм II (курфюрст Гессен-Касселя)
- Генріх Карл (1781—1845)
- Вільгельм (1783—1851) ∞ Марія Анна Гессен-Гомбурзька

Морганатична дружина  — Юлія фон Фосс (1766—1789)
Діти:
- Густав Адольф (1789—1855)

Коханка — Ліхтенау Вільгельміна фон
Діти:
- Александер фон дер Марк (1779—1787) улюблений син короля.
- Ульріка Софія Вільгельміна фон Беркхольц (1774—1774)
- Крістіна Софія Фредеріка фон Лютценберг (1777—1777)
- Маріанна Дідерік Фрідеріка Вільгельміна (1780—1814).

Коханка — Софія фон Денгофф
Діти:
- Фрідріх-Вільгельм, граф фон Бранденбурзький (1792—1850) ∞ Матильда фон Массенбах (1795—1885)
- Софія Юлія, графиня Бранденбурзька (1793—1848)∞ Фрідріх Фердинанд Ангальт-Кетен-Плесський